# Strengelbach

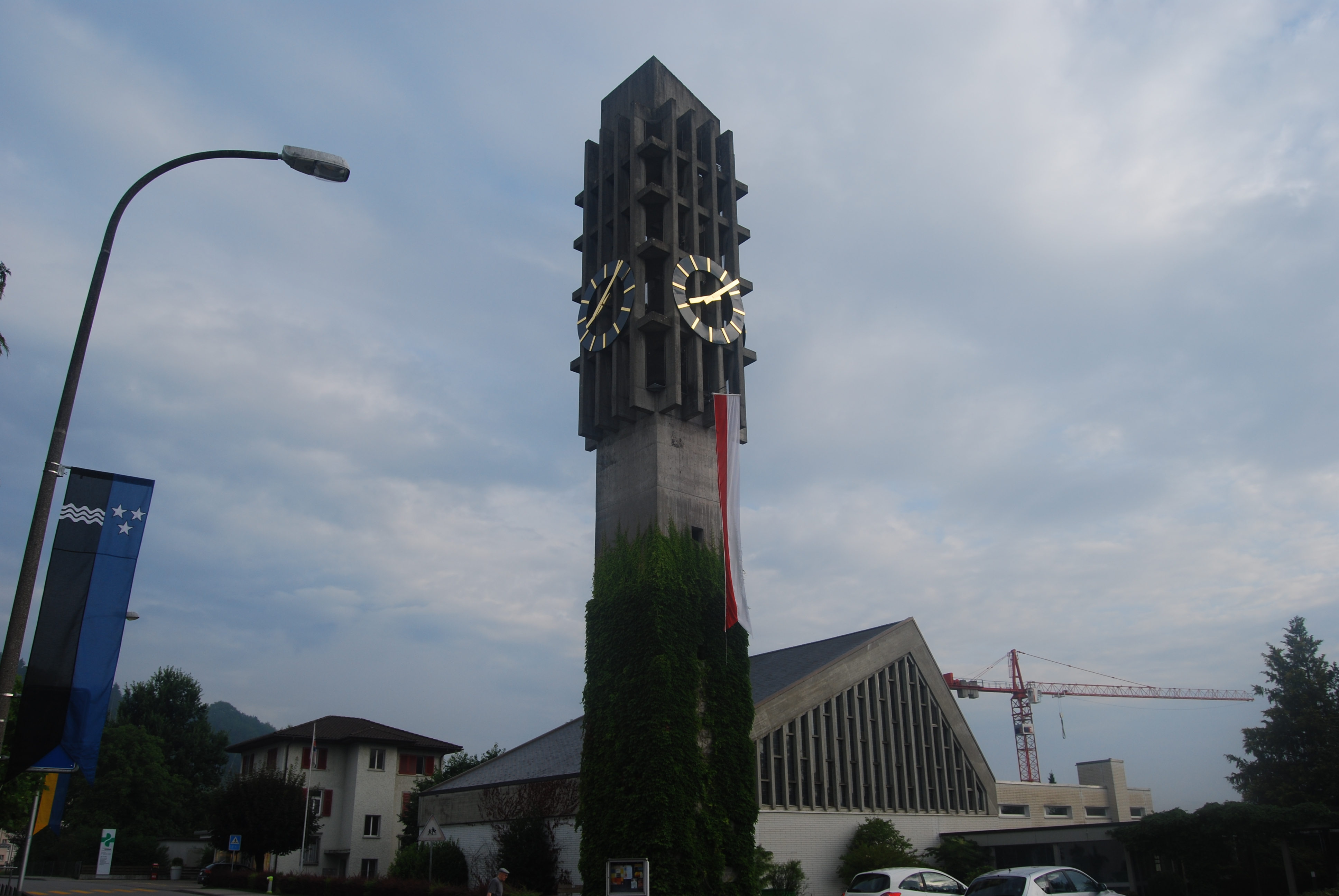
Strengelbach

Strengelbach is een gemeente en plaats in het Zwitserse kanton Aargau en maakt deel uit van het district Zofingen.
Strengelbach telt 4.656 inwoners.